# Macro-commande
Pour les articles homonymes, voir Macro.
Ne doit pas être confondu avec Macro-définition.
En programmation, une macro-commande (ou macro) est une suite de commandes natives d'un logiciel,,, préparées à l'avance et généralement spécifiques à l'utilisateur ou à un contexte matériel. Leur emploi évite des fautes de frappe, simplifie des tâches répétitives ou améliore la lisibilité d'un programme (cas du langage C).
Les macro-commandes ne sont donc pas natives, contrairement aux commandes. 

## Exemple
Microsoft Excel permet de créer des macro-commandes en enregistrant des actions effectuées par un utilisateur, au clavier et à la souris, afin de pouvoir les rejouer dans le même ordre automatiquement par la suite. Les macro-commandes sont alors écrites en VBA, le langage de programmation propre à la suite Microsoft Office. Elles peuvent être éditées par l’utilisateur souhaitant y apporter des modifications, via l’éditeur VBE (Visual Basic Editor). Il est également possible d’écrire des macros qui ne se déclenchent que lors d’un événement particulier (l’ouverture d’une certaine feuille par exemple). On parle alors de macros événementielles.
L’utilisation de macro-commandes permet des gains de temps considérables grâce à l’automatisation de tâches complexes et souvent répétitives (exemples : consolidation de plusieurs fichiers, actualisation de tableaux croisés dynamiques).